# Eslettes
Eslettes est une commune française située dans le département de la Seine-Maritime en région Normandie.

## Géographie

### Localisation
| Fresquiennes  | Montville | Montville |
|               | Eslettes  | Montville |
| Pissy-Pôville | Malaunay  | Montville |

### Hydrographie
La commune est située dans le bassin Seine-Normandie. Elle est drainée par le Cailly,.

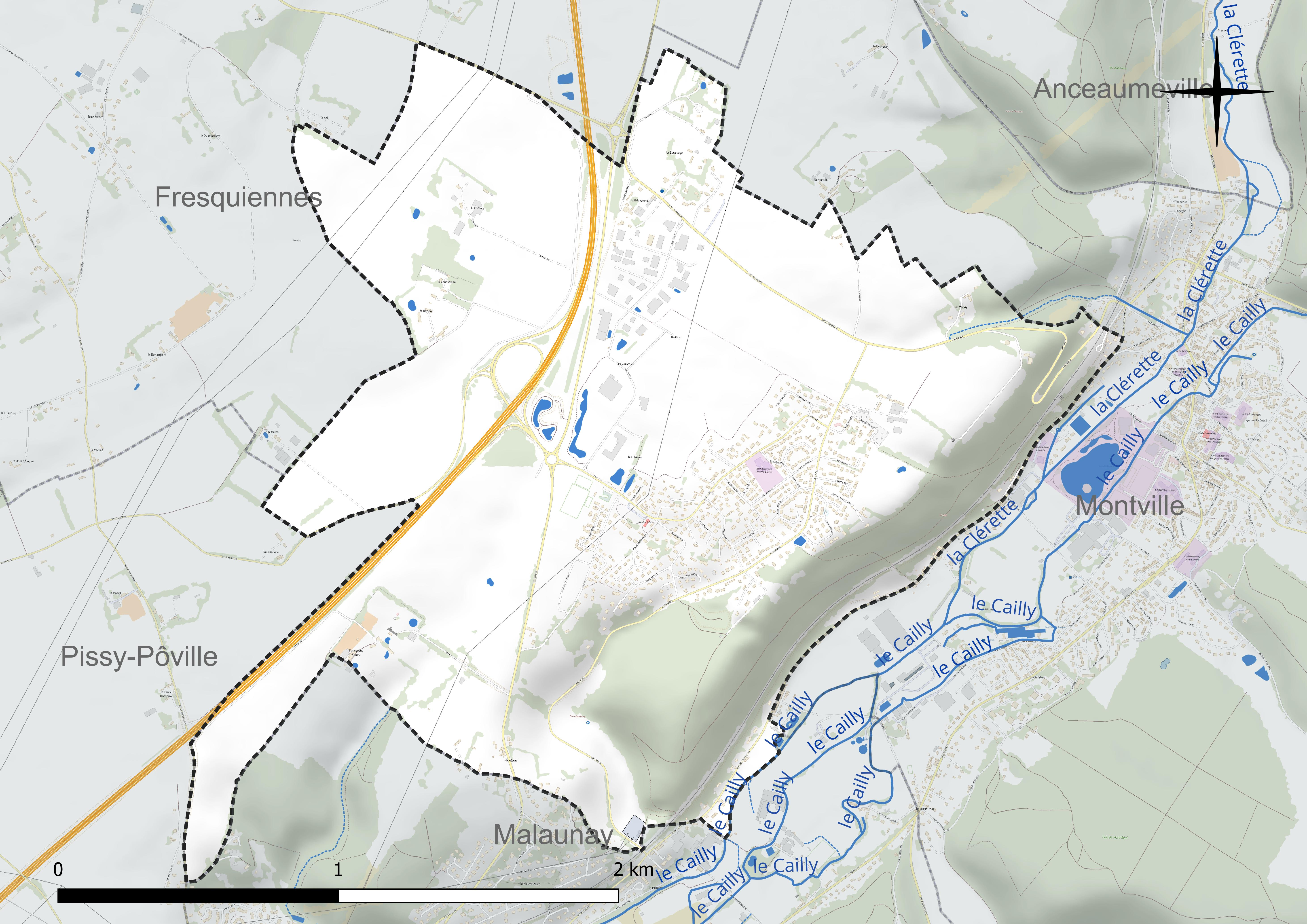
Réseau hydrographique d'Eslettes.

### Climat
Pour des articles plus généraux, voir Climat de la Normandie et Climat de la Seine-Maritime.
En 2010, le climat de la commune est de type climat océanique altéré, selon une étude du CNRS s'appuyant sur une série de données couvrant la période 1971-2000. En 2020, Météo-France publie une typologie des climats de la France métropolitaine dans laquelle la commune est exposée à un climat océanique et est dans la région climatique Côtes de la Manche orientale, caractérisée par un faible ensoleillement (1 550 h/an) ; forte humidité de l’air (plus de 20 h/jour avec humidité relative > 80 % en hiver), vents forts fréquents. Parallèlement le GIEC normand, un groupe régional d’experts sur le climat, différencie quant à lui, dans une étude de 2020, trois grands types de climats pour la région Normandie, nuancés à une échelle plus fine par les facteurs géographiques locaux. La commune est, selon ce zonage, exposée à un « climat maritime », correspondant au Pays de Caux, frais, humide et pluvieux, légèrement plus frais que dans le Cotentin.
Pour la période 1971-2000, la température annuelle moyenne est de 10,1 °C, avec une amplitude thermique annuelle de 13,6 °C. Le cumul annuel moyen de précipitations est de 866 mm, avec 13,3 jours de précipitations en janvier et 8,5 jours en juillet. Pour la période 1991-2020, la température moyenne annuelle observée sur la station météorologique la plus proche, située sur la commune de Rouen à 12 km à vol d'oiseau, est de 12,6 °C et le cumul annuel moyen de précipitations est de 817,9 mm,. Pour l'avenir, les paramètres climatiques de la commune estimés pour 2050 selon différents scénarios d’émission de gaz à effet de serre sont consultables sur un site dédié publié par Météo-France en novembre 2022.

## Urbanisme

### Typologie
Au 1er janvier 2024, Eslettes est catégorisée ceinture urbaine, selon la nouvelle grille communale de densité à sept niveaux définie par l'Insee en 2022.
Elle est située hors unité urbaine. Par ailleurs, la commune fait partie de l'aire d'attraction de Rouen, dont elle est une commune de la couronne,. Cette aire, qui regroupe 317 communes, est catégorisée dans les aires de 200 000 à moins de 700 000 habitants,.

### Occupation des sols
L'occupation des sols de la commune, telle qu'elle ressort de la base de données européenne d’occupation biophysique des sols Corine Land Cover (CLC), est marquée par l'importance des territoires agricoles (68,3 % en 2018), en diminution par rapport à 1990 (75,7 %). La répartition détaillée en 2018 est la suivante : 
terres arables (47,2 %), prairies (21 %), zones urbanisées (18,3 %), forêts (13,4 %). L'évolution de l’occupation des sols de la commune et de ses infrastructures peut être observée sur les différentes représentations cartographiques du territoire : la carte de Cassini (XVIIIe siècle), la carte d'état-major (1820-1866) et les cartes ou photos aériennes de l'IGN pour la période actuelle (1950 à aujourd'hui).

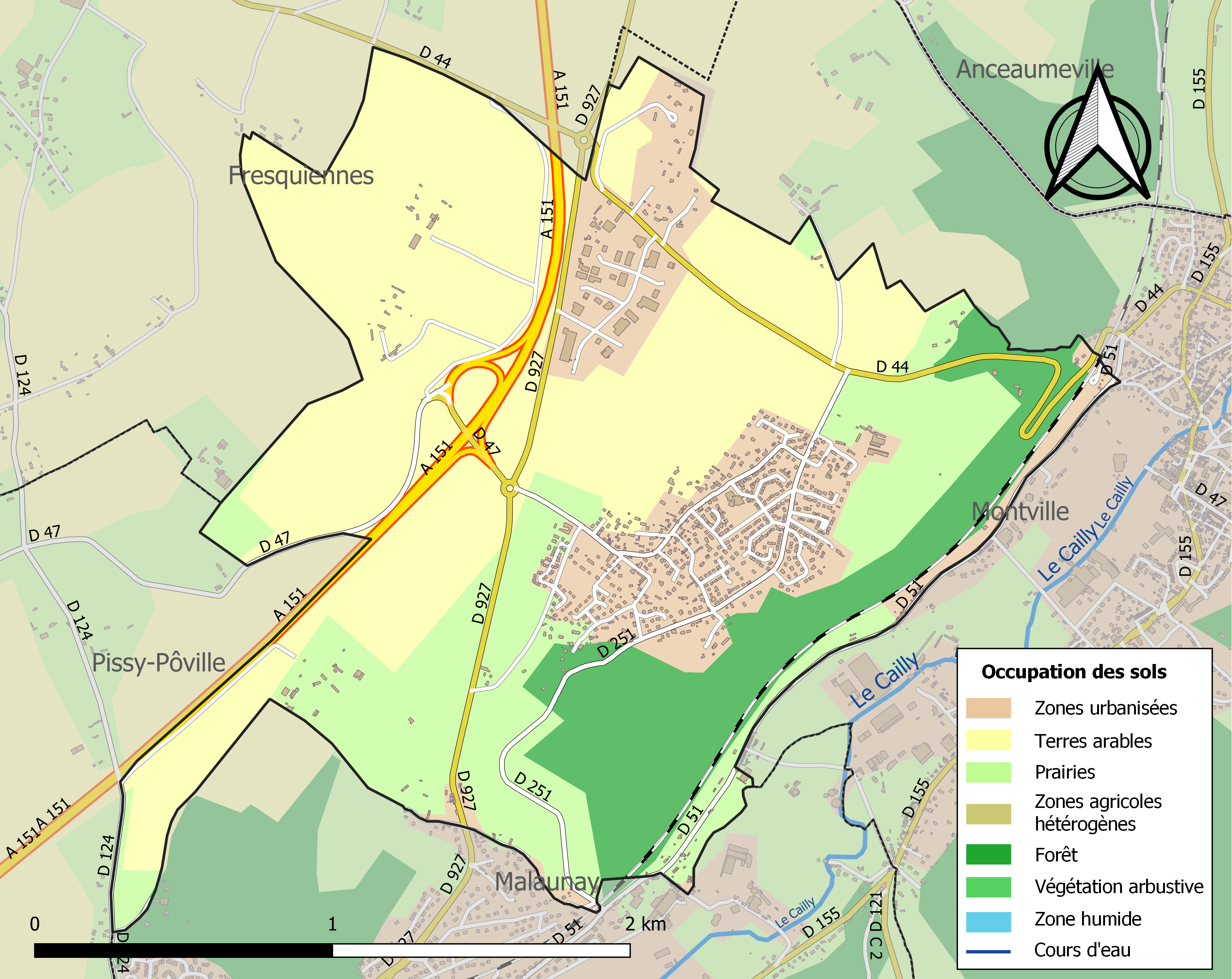
Carte des infrastructures et de l'occupation des sols de la commune en 2018 (CLC).

## Toponymie
Le nom de la localité est attesté sous la forme Esletis vers 1040,, Helledes vers 1075, Eslette en 1757 (Cassini), Eslettes en 1953.
Albert Dauzat et Charles Rostaing ont renoncé à étudier ce toponyme qu'ils jugent obscur. En revanche François de Beaurepaire, suivi par René Lepelley, y voit l'ancien scandinave sletta « terrain plat », (islandais slétta « prairie, plaine », norvégien nynorsk sletta). Cependant, cet appellatif toponymique est employé ici au pluriel, comme tous les mots scandinaves employés en toponymie de façon absolue (ex. : Boos, Tostes, Tôtes, Escalles, Écalles ou Veules). Ils rappellent le pluriel des noms de lieux anglais de même origine noroise, c'est ainsi qu’Eslettes a pour équivalent Sleights (en) (Yorkshire, GB). Le sens global de ce toponyme est donc « terrains plats, prairies ».
Cette explication est confortée par le toponyme Élétot (Seine-Maritime, Esletetot vers 1025), dont le second élément -tot est indiscutablement issu de l'ancien scandinave topt « terrain constructible, ferme » (voir noms en -tot) et dont le premier élément de la forme ancienne Eslet- est semblable.
Alors qu’Élé- est une forme contractée d’Eslete-, dont la graphie est moderne, Eslettes a conservé graphiquement l'initiale Es- qui n'est normalement pas prononcée « Es », mais « É ».

## Politique et administration
| Période                                  | Période                    | Identité                            | Étiquette          | Qualité                                                  |
| ---------------------------------------- | -------------------------- | ----------------------------------- | ------------------ | -------------------------------------------------------- |
| Les données manquantes sont à compléter. |                            |                                     |                    |                                                          |
| 8 septembre 1816                         | 30 mars 1819               | Anne Claude de Vigny                |                    | Marquis ; démissionnaire                                 |
| 30 juin 1819                             |                            | Guillaume François Blondel          |                    |                                                          |
| 11 octobre 1831                          | 16 juin 1855               | Pierre Rousée                       |                    |                                                          |
| 16 juin 1855                             | 14 septembre 1865          | Louis Anquetin                      |                    | Nommé par le préfet ; propriétaire                       |
| 14 septembre 1865                        | 9 mars 1867                | Pierre Aroux                        |                    | Propriétaire ; démissionnaire pour raison de santé       |
| 1936                                     | 5 janvier 1936             | Louis Le Prévost de la Moissonnière |                    | Enseigne de vaisseau de réserve, capitaine au long cours |
| Les données manquantes sont à compléter. |                            |                                     |                    |                                                          |
| mars 1983                                | mars 2014                  | Michel Tieursin                     | PCF                | Enseignant                                               |
| mars 2014                                | mai 2020                   | Didier Cartier                      | Union de la gauche |                                                          |
| mai 2020,                                | En cours (au 10 août 2020) | Roland Guéville                     | PCF                |                                                          |

## Équipements et services publics

### Enseignement
La commune relève de l'académie de Normandie.

## Population et société

### Démographie

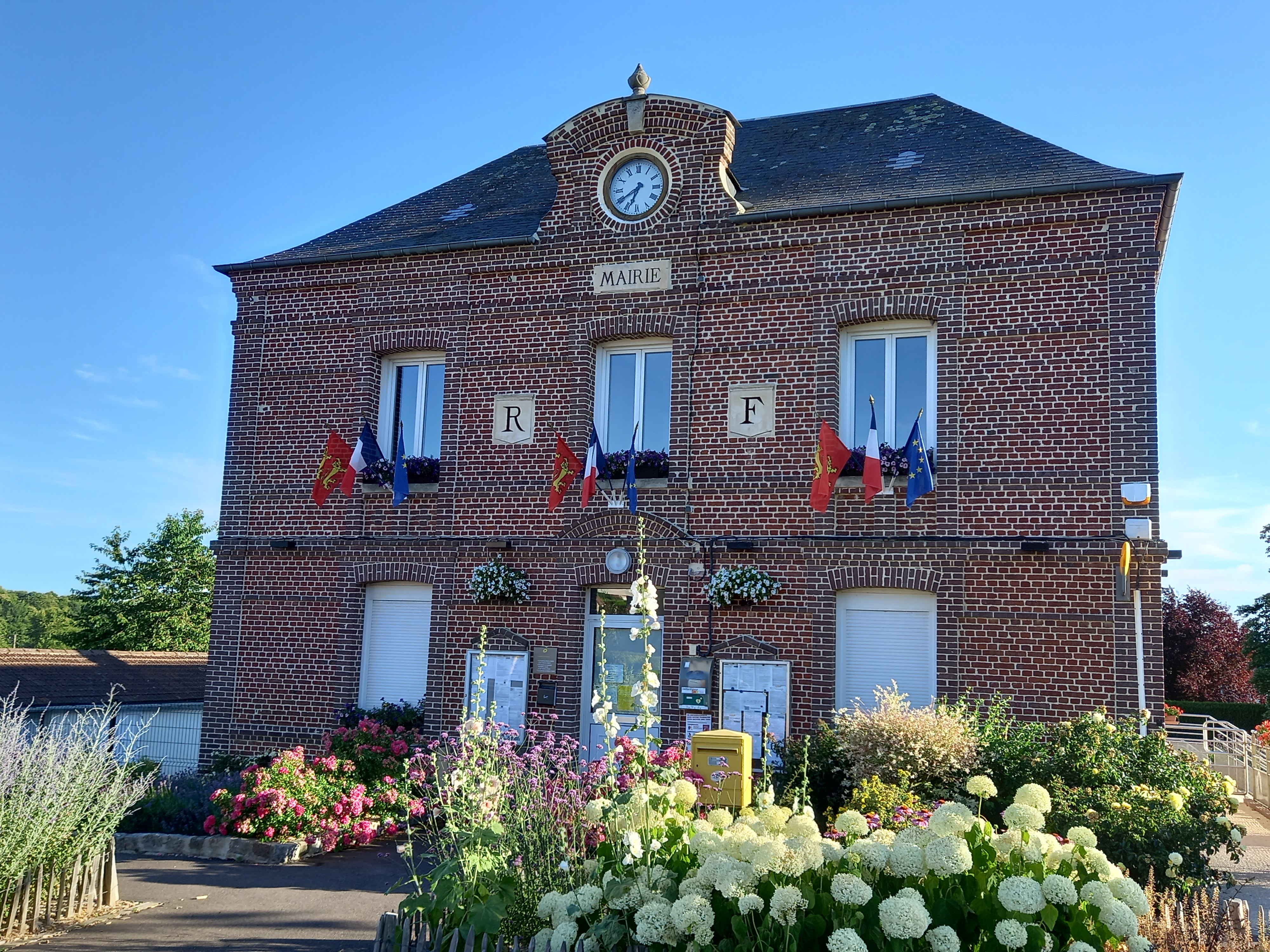
Mairie.

L'évolution du nombre d'habitants est connue à travers les recensements de la population effectués dans la commune depuis 1793. Pour les communes de moins de 10 000 habitants, une enquête de recensement portant sur toute la population est réalisée tous les cinq ans, les populations de référence des années intermédiaires étant quant à elles estimées par interpolation ou extrapolation. Pour la commune, le premier recensement exhaustif entrant dans le cadre du nouveau dispositif a été réalisé en 2008.

En 2022, la commune comptait 1 630 habitants, en évolution de +4,82 % par rapport à 2016 (Seine-Maritime : +0,35 %, France hors Mayotte : +2,11 %).
| 1793 | 1800 | 1806 | 1821 | 1831 | 1836 | 1841 | 1846 | 1851 |
| ---- | ---- | ---- | ---- | ---- | ---- | ---- | ---- | ---- |
| 356  | 342  | 343  | 308  | 386  | 387  | 495  | 440  | 436  |

| 1856 | 1861 | 1866 | 1872 | 1876 | 1881 | 1886 | 1891 | 1896 |
| ---- | ---- | ---- | ---- | ---- | ---- | ---- | ---- | ---- |
| 475  | 475  | 400  | 399  | 393  | 379  | 430  | 438  | 442  |

| 1901 | 1906 | 1911 | 1921 | 1926 | 1931 | 1936 | 1946 | 1954 |
| ---- | ---- | ---- | ---- | ---- | ---- | ---- | ---- | ---- |
| 467  | 467  | 519  | 531  | 497  | 465  | 467  | 477  | 520  |

| 1962 | 1968 | 1975 | 1982 | 1990  | 1999  | 2006  | 2008  | 2013  |
| ---- | ---- | ---- | ---- | ----- | ----- | ----- | ----- | ----- |
| 501  | 513  | 665  | 935  | 1 383 | 1 396 | 1 493 | 1 521 | 1 449 |

| 2018  | 2022  | - | - | - | - | - | - | - |
| ----- | ----- | - | - | - | - | - | - | - |
| 1 578 | 1 630 | - | - | - | - | - | - | - |

## Culture locale et patrimoine

### Lieux et monuments
L'église Sainte-Jeanne-d'Arc a été construite en 1920 sur les plans de l'architecte Pierre Chirol. Elle est située sur un terrain donné à la commune par Léonce Mollet. L'église relève du diocèse de Rouen. Mgr André du Bois de La Villerabel, archevêque de Rouen l'a bénie le 14 juin 1925. Le Bulletin religieux de l'archidiocèse de Rouen la décrit « originale en sa simplicité voulue, parfaitement adaptée au cadre champêtre et aux besoins de la population ».

### Personnalités liées à la commune
- Brigitte Barazer de Lannurien, Miss France 1960.